# Gesina ter Borch
Gesina ter Borch (Deventer, 15 de noviembre de 1633 – Zwolle, 16 de abril de 1690) fue una pintora del Siglo de oro neerlandés, cuyo trabajo conservado consiste en su mayoría en álbumes de pinturas a la acuarela. La temática de sus obras fueron la captura de sus observaciones de la vida familiar y acontecimientos actuales. Su trabajo es sencillo pero apasionado. Gesina también escribió poesía amorosa.

## Biografía
Gesina ter Borch nació en noviembre de 1633 en Deventer en las Provincias Unidas de los Países Bajos. Era la hija de Gerard ter Borch el Viejo y medio hermana de Gerard ter Borch, quién le enseñó dibujo y pintura. Después de la pérdida de su hermano menor, Moisés, en la Segunda Guerra inglesa, el trabajo de Gesina trasmitió su profunda tristeza.
Residió toda su vida en Zwolle, donde falleció el 16 de abril de 1690. Nunca se casó, aunque en 1660 se hizo amiga de Henrik Jordis, un comerciante de Ámsterdam y poeta aficionado, con el que acabó desarrollando un romance.

## Gesina como modelo
Gesina ter Borch fue modelo para diversos cuadros de su hermano Gerard ter Borch pero también desarrolló una exitosa carrera por sí misma, siendo muy apreciada como acuarelista. A lo largo de su vida, coleccionó poesía y canciones amorosas, que le inspiraron ilustraciones. Si bien solo se ha conservado una pintura de Gersina, sobreviven tres álbumes de acuarelas y 59 dibujos sueltos. Su trabajo no fue demasiado conocido en su época, porque era una artista aficionada más que profesional. De los catorce a los quince años, comenzó su primer álbum.

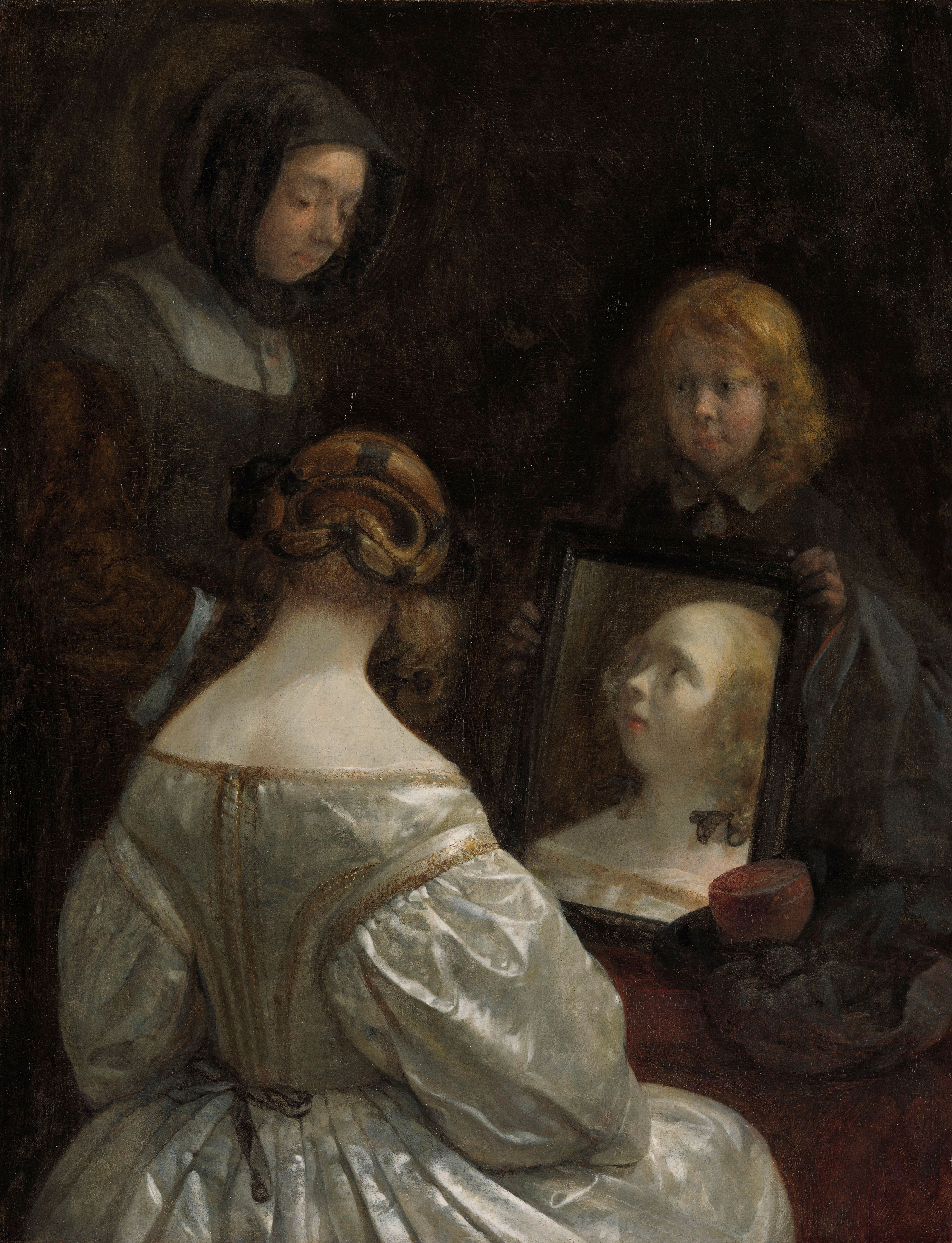
Mujer delante de un espejo, 1652. Rijksmuseum.
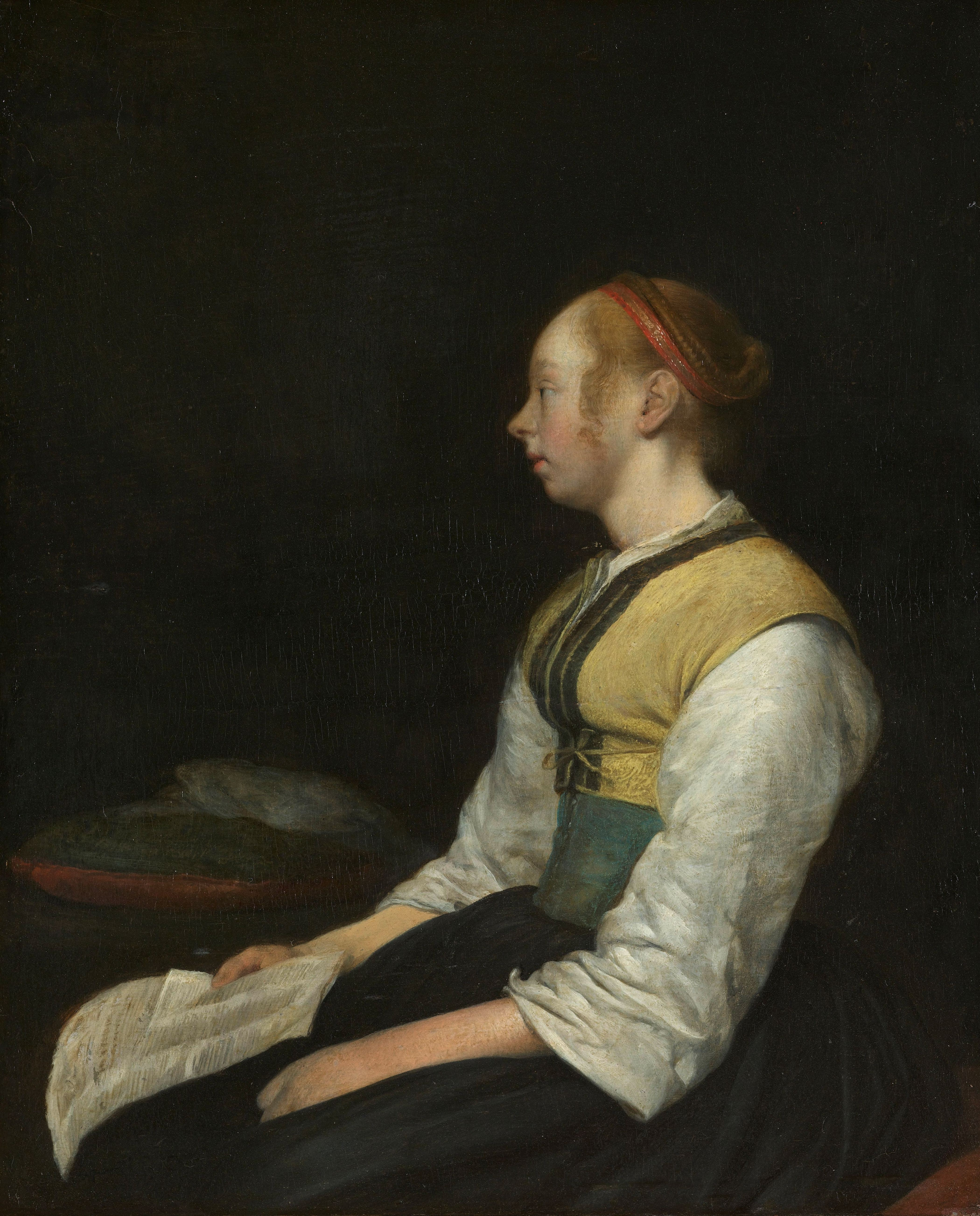
Joven sentada, hacia 1650.  Rijksmuseum.
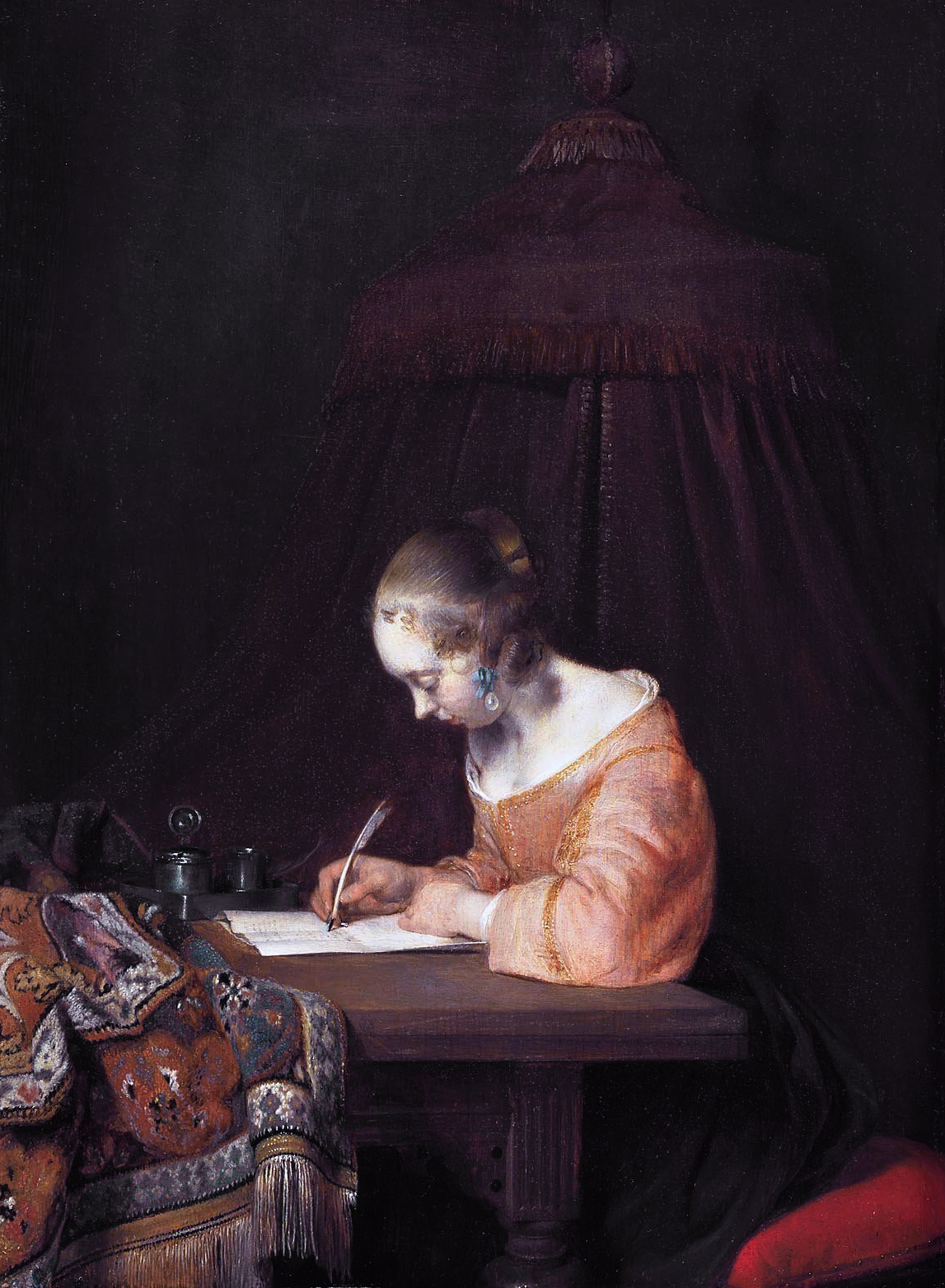
Mujer escribiendo una carta, hacia 1655. Mauritshuis.

## Trabajos

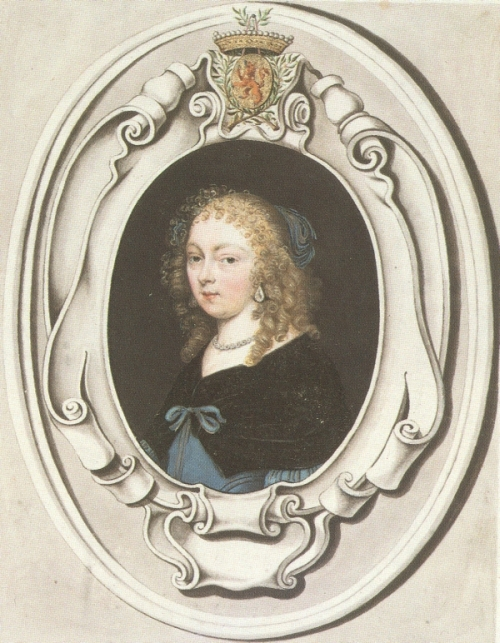
Autorretrato.
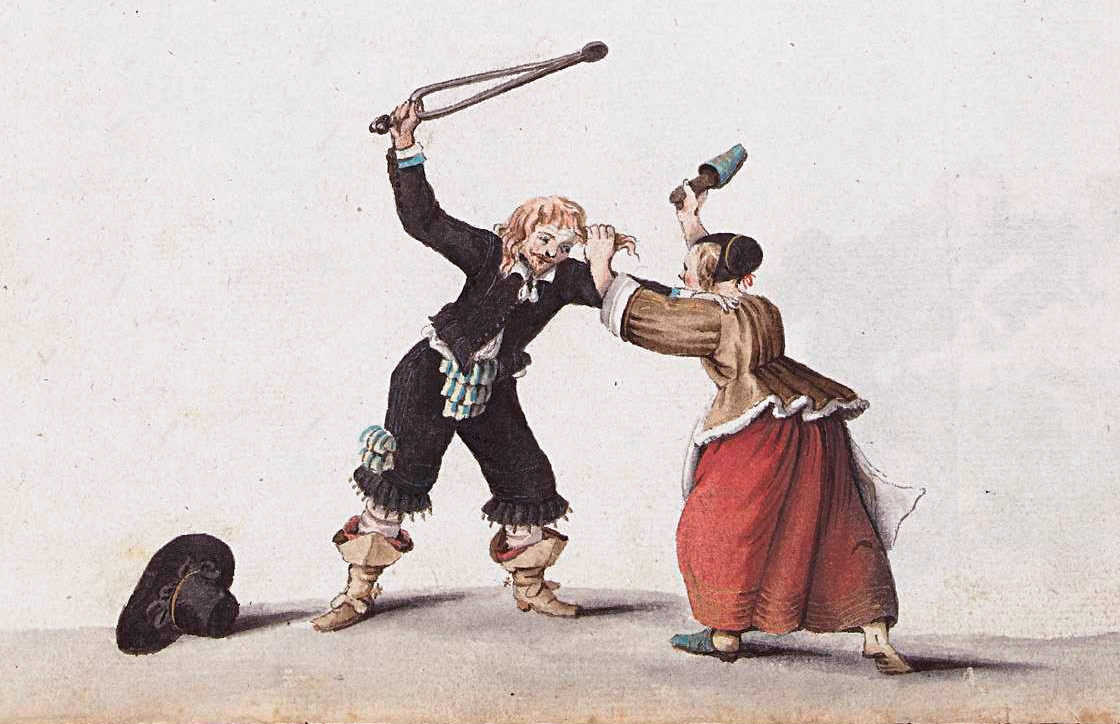
Pelea doméstica
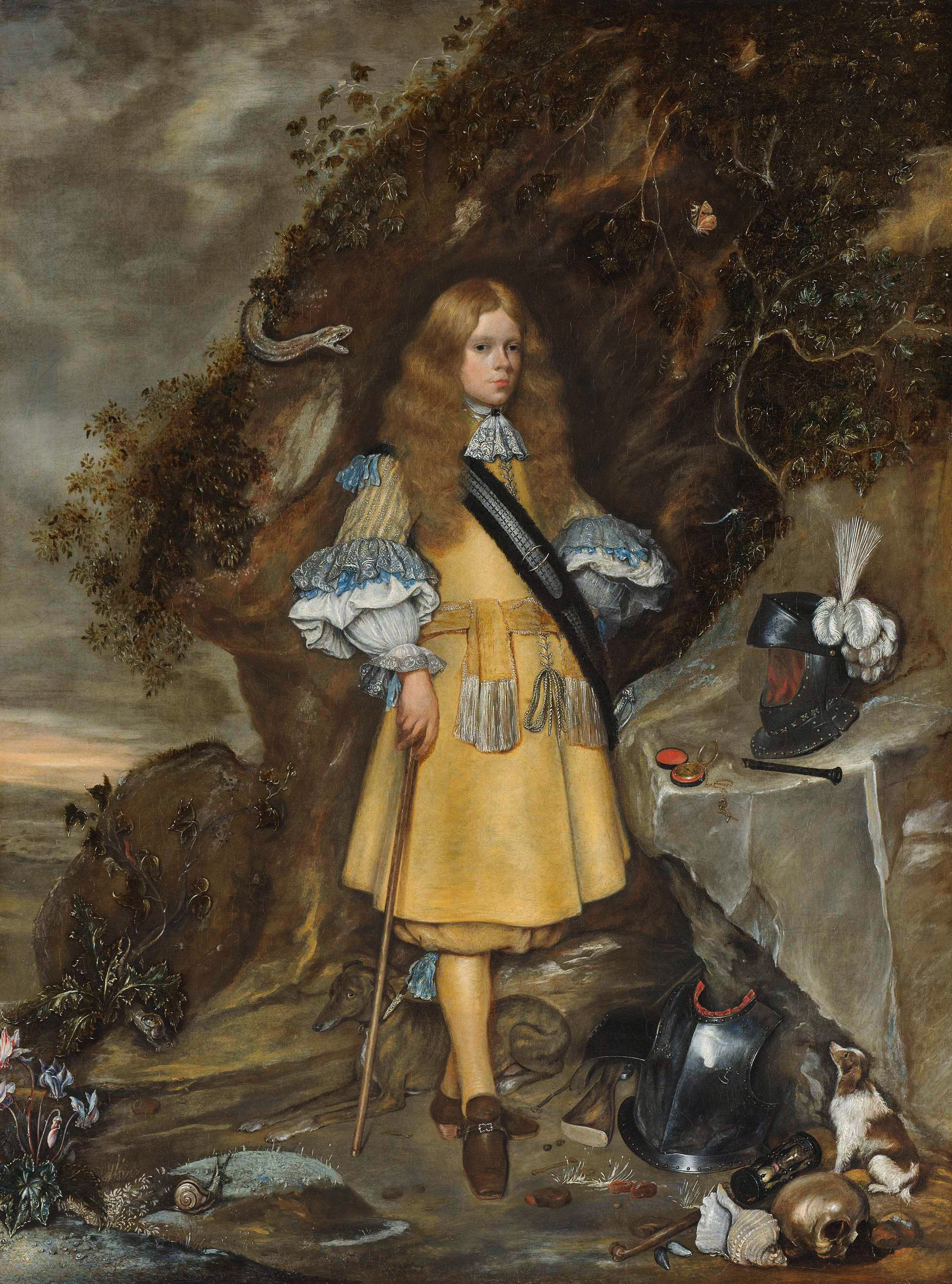
Retrato póstumo de su hermano menor Moisés, pintado por Gesina con ayuda de su hermano paterno, Gerard, ca. 1667-1669.